# Arcanum
《Arcanum》은 어쿠스틱 알케미의 1996년 앨범이고, GRP에서의 12번째 앨범이다.
이 앨범은 평소와 다르게 만들어졌다. 밴드는 이 앨범을 "as Live"라는 이름으로 영국 런던의 "Pinewood Film Studios"에서 만들기로 결정했다. 그들은 또한 런던 메트로폴리탄 오케스트라의 도움도 받았다.
이 앨범은 12개의 음악을 담고있고, 세 개의 새 음악("Colombia", "Chance Meeting", "Something She Said")을 담고 있다. 나머지는 다른 앨범에서 재녹음된 것이다.
GRP 비디오, "Best Kept Secret"에서 이 앨범의 녹음장면을 볼 수 있다. (VHS 1998, DVD 2006). 

## 트랙 목록
| #  | 제목                     | 작사자                  | 길이 |
| -- | ------------------------ | ----------------------- | ---- |
| 1  | "Columbia"               | Webb/Carmichael         | 4:48 |
| 2  | "Homecoming"             | Webb/Carmichael/Parsons | 5:40 |
| 3  | "Chance Meeting"         | Webb/Carmichael         | 3:48 |
| 4  | "Lazeez"                 | Webb/Carmichael/Parsons | 5:49 |
| 5  | "Mr. Chow"               | Webb/Carmichael/Parsons | 3:13 |
| 6  | "Same Road, Same Reason" | Webb/Carmichael         | 4:14 |
| 7  | "Casino"                 | Webb/James              | 6:06 |
| 8  | "Something She Said"     | Webb/Carmichael/Parsons | 3:55 |
| 9  | "Jamaica Heartbeat"      | Webb/Carmichael/Parsons | 3:53 |
| 10 | "Catalina Kiss"          | Webb/Carmichael/Parsons | 4:21 |
| 11 | "Reference Point"        | Webb/Carmichael/Parsons | 4:21 |
| 12 | "Hearts In Chains"       | Webb/Carmichael         | 3:21 |